# (4327) Ries
(4327) Ries es un asteroide perteneciente al cinturón de asteroides, descubierto el 24 de mayo de 1982 por Carolyn Shoemaker desde el Observatorio del Monte Palomar, Estados Unidos.

## Designación y nombre
Designado provisionalmente como 1982 KB1. Fue nombrado Ries en homenaje al Ries de Nördlingen, una gran cuenca topográfica situada al sur de Alemania, formada por el impacto de un cuerpo extraño en el Mioceno.

## Características orbitales
Ries está situado a una distancia media del Sol de 2,770 ua, pudiendo alejarse hasta 3,396 ua y acercarse hasta 2,144 ua. Su excentricidad es 0,226 y la inclinación orbital 16,67 grados. Emplea 1684 días en completar una órbita alrededor del Sol.

## Características físicas
La magnitud absoluta de Ries es 11,7. Tiene 14,8 km de diámetro y su albedo se estima en 0,097.